# El hombre con ganchos en vez de manos
El hombre con ganchos en vez de manos es uno de los villanos de la serie Una serie de catastróficas desdichas de Lemony Snicket. Se le conoce por tener dos largos y afilados garfios o ganchos en donde sus manos deberían estar. Él es un amputado transradial bilateral. 
El hombre con ganchos en vez de manos fue uno de los ayudantes prominentemente más destacados del Conde Olaf, y es el único que queda del grupo original establecido en el primero libro Un mal principio. El resto de los ayudantes se han ido o han muerto y han sido remplazados por nuevos personajes.
Él nació como Fernald. Se desconoce su apellido, pero él mismo ha dicho que es diferente al de su padrastro, el Capitán Widdershins. Antes de unirse con el malvado grupo de teatro del Conde Olaf, él y su hermana Fiona vivían con el capitán, pero los dos hombres no puedierón seguir adelante juntos y Fernald escapó de su hogar. Desde este punto se desconoce cómo perdió sus manos y las remplazó con ganchos. A través y en la mayor parte de la serie, él conspira junto con el Conde Olaf para obtener la fortuna de los niños Baudelaire, algunas veces bajo el seudónimo de "O. Lucafont," el cual es un anagrama en inglés de "Count Olaf."(Conde Olaf).
En el segundo libro, La habitación de los reptiles, se disfraza de doctor, haciéndose llamar Doctor O. Lucafont, para hacerle una autopsia falsa al cuerpo del Dr. Montgomery Montgomery, y culpar a la serpiente increíblemente mortal por su muerte, que en realidad causó Stephano (el Conde Olaf disfrazado). Al descubrir al Conde Olaf, Sunny muerde las manos, que resultan ser falsas, del Dr. Lucafont, entonces él y Olaf huyen del lugar antes de que llegue la policía.
En el sexto libro de la serie, se disfraza como el portero de la finca del número 667 de la Avenida Oscura, y después él entra a la subasta (y gana) para comprar la estatua donde los trillizos Quagmire se encontraban escondidos.
En el undécimo libro de la serie, The Grim Grotto, se reencuentra con su hermana Fiona, quien se encontraba ayudando a los niños Baudelaire. Después de la misteriosa desaparición de su padrastro, ella consideró que su hermano era la única familia que le quedaba, y se unió al grupo del Conde Olaf para así quedarse con él.
Ni Fernald ni Fiona aparecen en El penúltimo peligro, aunque se mencionó que ellos robarón el submarino del Conde Olaf. También se mencionó una pelea de los Quagmires en contra de un hombre con ganchos en vez de manos, aunque explícitamente no se estableció que dicho hombre era Fernald. Aún queda por ver en que lado del cisma se encuentra ahora.
El hombre con ganchos en vez de manos posiblemente es uno de los villanos más complejos en la serie; ha mostrado remordimiento y duda con respecto a sus atroces crímenes. Él mismo ha dicho que no existen personas buenas o personas malas; la gente buena a menudo comete cosas malas mientras que la gente mala puede hacer cosas buenas. Él también ha mostrado amor por su hermana. 
En una entrevista con el autor Daniel Handler , el entrevistador preguntó como es que, en el último par de libros, la línea entre la gente buena y los traicioneros parece estar haciéndose un poco borrosa. Handler respondió: "¿Eso es malo, verdad? Creó que los Baudelaire están madurando, y uno de los puntos malos de crecer es que siempre se piensa que uno mismo y las personas que conocemos son gente honrada, justa y verdadera, y la gente que nos desagrada la tomamos como gente mala. Entre más viejo se hace uno más fangosa se convierte el agua."
Muchos esperan que Fernald juegue un papel giratorio en la última novela.
En la película fue interpretado por el actor británico Jamie Harris, hijo del fallecido Richard Harris.
- Datos: Q2260776